# Ranunculus nankotaizanus
Ranunculus nankotaizanus Ohwi – gatunek rośliny z rodziny jaskrowatych (Ranunculaceae Juss.). Występuje endemicznie na Tajwanie. 

## Morfologia
PokrójBylina o lekko owłosionych pędach. Dorasta do 5–10 cm wysokości.
LiścieSą trójdzielne. Mają prawie pięciokątny kształt. Mierzą 2 cm długości oraz 2 cm szerokości. Są lekko owłosione. Nasada liścia ma prawie sercowaty lub ucięty kształt. Ogonek liściowy jest nagi i ma 4–7 cm długości.
KwiatySą pojedyncze. Pojawiają się na szczytach pędów.
OwoceNagie niełupki o prawie okrągłym kształcie i długości 2 mm. Tworzą owoc zbiorowy – wieloniełupkę o jajowatym kształcie i dorastającą do 2–4 mm długości.

## Biologia i ekologia
Kwitnie w lipcu. 